# Ҙ
Ҙ (minuskule ҙ) je písmeno cyrilice. Je používáno pouze v baškirštině. Jedná se o variantu písmena З. Písmeno zachycuje hlásku zapisovanou jako th ve slově this v angličtině.